# 森田芳彦
森田 芳彦（もりた よしひこ、1962年2月5日 - 2019年）は、宮崎県串間市出身の元プロ野球選手（内野手）。右投右打。
ロサンゼルスオリンピック野球の金メダリスト。

## 来歴

### プロ入り前
三人兄弟の末っ子で、串間市立有明小学校5・6年時（1972年・1973年）には、少年野球の宮崎県大会で2連覇を経験。串間市立福島中学校への進学を機に校内の軟式野球部へ入ると、1年時の1974年に、小学校時代からの2年先輩である西村徳文主将の下で正二塁手として県大会優勝を果たしている。ちなみに、県大会の会場は当時完成したばかりの宮崎市営球場で、こけら落としの試合からの5連勝で優勝に至った。
中学校卒業後に、野球選手（投手）だった実兄や西村に続いて宮崎県立福島高等学校へ進学。前年（1976年）に2人を擁して第58回全国高等学校野球選手権大会へ宮崎代表として出場していた硬式野球部へ入部した。しかし、3年時（1979年）の全国高等学校野球選手権宮崎大会準々決勝で都城高等学校（後に優勝）に敗れるなど、在学中は2人と異なり甲子園球場の全国大会に縁がなかった。
高校卒業後に、国鉄鹿児島鉄道管理局（現在のJR九州鹿児島支社）へ入社。西村が在籍していた鹿児島鉄道管理局野球部に入部すると、3年目の1982年には、NPBドラフト会議で南海ホークスから6位で指名された。しかし、指名後に入団を拒否したうえでチームに残留。翌1983年の都市対抗野球本大会でチームが17年振りの出場を果たすと、本大会で1番打者として活躍した。さらに、1984年ロサンゼルスオリンピックの野球競技で、日本代表の遊撃手として全試合にスタメンで出場。代表チームの金メダル獲得に貢献した。翌1985年の都市対抗野球大会には、チームが本大会への出場を逃しながらも、九州産交の補強選手として出場している。
1985年のNPBドラフト会議で、当時西村が在籍していたロッテオリオンズから3位で指名。通算2度目の指名で入団に至った。背番号は30。

### プロ入り後
1986年には、5月15日の対日本ハムファイターズ戦（後楽園球場）で、「9番・遊撃手」としてスタメンで一軍公式戦にデビュー。3回表の打席で初安打、5回表の打席で岡部憲章からのソロ本塁打によって初打点を記録している。この試合を皮切りに、内野のユーティリティ・プレイヤーとして一軍に定着。守備力に定評があったことから、公式戦では遊撃、三塁、二塁、外野の守備に就いていた。当時は西村も内野手として主に二塁を守っていたため、西村が1989年のシーズン中に外野手へ本格的に転向するまでの一軍公式戦では、西村と揃ってスタメンで二遊間を守る機会もあった。
1988年には、10月19日に近鉄バファローズとのダブルヘッダー（川崎球場）第1試合で、首位打者の可能性があった高沢秀昭の代打に起用。そのまま「4番・中堅手」として出場を続けたものの、1点ビハインドで迎えた9回裏2死満塁の打席で三振に倒れた。このダブルヘッダーでは、近鉄が第2試合（パシフィック・リーグのシーズン最終戦）を延長10回の末に（当時のリーグの試合時間規定による）引き分けで終えたことから、近鉄による逆転優勝の可能性が完全に消滅（優勝チームは全日程を先に終えていた西武ライオンズ）。「10.19」として後年まで語り継がれていることから、森田の三振で第1試合が終了したシーンは、「10・19」を振り返る番組や記事でたびたび紹介されている。
1989年には、レギュラーシーズンの開幕当初、二塁手や遊撃手として一軍公式戦のスタメンに起用。打撃面で振るわなかったことから、シーズン後半は準レギュラーに甘んじたものの、一軍公式戦には通算で86試合（スタメンで46試合）に出場した。村田兆治が一軍公式戦通算200勝を達成した5月13日の対日本ハム戦（山形県野球場）では、「9番・遊撃手」としてスタメンに起用されると、決勝打を放って村田の名球会入りに花を添えている。
「ロッテオリオンズ」としては最後のシーズンであった1991年以降は、若手内野手（堀幸一や南渕時高など）の台頭もあって出場機会が減少した。チーム名が現在の千葉ロッテマリーンズへ変更された1992年以降も現役生活を続けた。
1994年以降は一軍公式戦への出場機会がなかった。
1995年限りで現役を引退。小学生時代から西村と全く同じ経歴をたどりながら、西村より早く現役生活を終えた（西村もロッテ一筋で1997年に現役を引退）。
ロッテの選手時代には後輩の初芝清と行動を共にすることが多く、引退後も交流を続けていた。引退後の活動は不明だが、初芝によれば、2019年に永眠したとされる。

## 詳細情報

### 年度別打撃成績
| 年 度     | 球 団     | 試 合 | 打 席 | 打 数 | 得 点 | 安 打 | 二 塁 打 | 三 塁 打 | 本 塁 打 | 塁 打 | 打 点 | 盗 塁 | 盗 塁 死 | 犠 打 | 犠 飛 | 四 球 | 敬 遠 | 死 球 | 三 振 | 併 殺 打 | 打 率 | 出 塁 率 | 長 打 率 | O P S |
| --------- | --------- | ----- | ----- | ----- | ----- | ----- | -------- | -------- | -------- | ----- | ----- | ----- | -------- | ----- | ----- | ----- | ----- | ----- | ----- | -------- | ----- | -------- | -------- | ----- |
| 1986      | ロッテ    | 65    | 41    | 35    | 12    | 8     | 3        | 0        | 1        | 14    | 2     | 3     | 3        | 1     | 0     | 5     | 0     | 0     | 5     | 1        | .229  | .325     | .400     | .725  |
| 1987      | ロッテ    | 51    | 25    | 20    | 11    | 3     | 0        | 0        | 0        | 3     | 2     | 1     | 1        | 1     | 0     | 4     | 0     | 0     | 4     | 0        | .150  | .292     | .250     | .542  |
| 1988      | ロッテ    | 63    | 73    | 61    | 10    | 17    | 2        | 0        | 0        | 19    | 6     | 1     | 0        | 3     | 2     | 7     | 0     | 0     | 17    | 0        | .279  | .343     | .311     | .654  |
| 1989      | ロッテ    | 86    | 161   | 133   | 22    | 30    | 7        | 0        | 0        | 37    | 13    | 2     | 3        | 7     | 1     | 18    | 0     | 2     | 29    | 1        | .226  | .325     | .278     | .603  |
| 1990      | ロッテ    | 79    | 91    | 74    | 8     | 20    | 2        | 0        | 1        | 25    | 6     | 1     | 3        | 3     | 0     | 14    | 0     | 0     | 12    | 0        | .270  | .386     | .338     | .724  |
| 1991      | ロッテ    | 41    | 28    | 26    | 3     | 4     | 2        | 0        | 0        | 6     | 0     | 0     | 0        | 2     | 0     | 0     | 0     | 0     | 5     | 1        | .154  | .154     | .231     | .385  |
| 1992      | ロッテ    | 49    | 10    | 7     | 2     | 1     | 0        | 0        | 0        | 1     | 0     | 0     | 0        | 1     | 0     | 2     | 0     | 0     | 4     | 0        | .143  | .333     | .143     | .476  |
| 1993      | ロッテ    | 2     | 1     | 1     | 0     | 0     | 0        | 0        | 0        | 0     | 0     | 0     | 0        | 0     | 0     | 0     | 0     | 0     | 0     | 0        | .000  | .000     | .000     | .000  |
| 通算：8年 | 通算：8年 | 436   | 430   | 357   | 68    | 83    | 16       | 0        | 2        | 105   | 29    | 8     | 10       | 18    | 3     | 50    | 0     | 2     | 76    | 3        | .232  | .328     | .294     | .622  |

### 記録
- 初出場・初先発出場：1986年5月15日、対日本ハムファイターズ5回戦（後楽園球場）、9番・遊撃手で先発出場
- 初安打：同上、3回表に田中富生から
- 初本塁打・初打点：同上、5回表に岡部憲章からソロ

### 背番号
- 30 （1986年 - 1995年）